# Thräna (Borna)
Thräna ist ein zur Ortschaft Wyhratal gehöriger Ortsteil der Stadt Borna im Landkreis Leipzig (Freistaat Sachsen). Bis 1952 gehörte der Ort zu Thüringen.

## Geografie
Thräna liegt an der Landesgrenze von Sachsen zu Thüringen zwischen Borna im Norden und Altenburg im Süden. Bis 1952 lag der Ort auf der thüringischen Seite der Grenze. Nördlich des Orts liegt das Speicherbecken Borna, im Westen der Haselbacher See.
Zu Thräna gehört die Flur des zwischen 1952 und 1957 durch den Tagebau Borna-West beseitigten Orts Blumroda, nach dem ein Gewerbegebiet an der B 93 benannt ist.

## Geschichte
Der Ort Thräna wurde im Jahr 1181 erstmals als „Drenowe“ in einem Zehntregister des Klosters Bosau bei Zeitz erwähnt. Der altsorbische Wortstamm des Ortsnamens (drěn) hat die Bedeutung „Kornelkirsche“, „Hartriegel“. 1269 wurde Thräna durch das Bergkloster Altenburg vom Ritter Albert von Gerstenberg erworben. 1420 zerstörten einfallende Hussiten den Nachbarort Trojan. Seine Flur wurde in der Folgezeit auf Wyhra, Thräna und Blumroda aufgeteilt, letzteres erhielt 3,5 Hufen.
Um 1445/47 lag Thräna in der „Pflege Altenburg“, mit der der Ort bei der Leipziger Teilung 1485 an das ernestinische Kurfürstentum Sachsen kam. Nach der Wittenberger Kapitulation 1547 gehörte Thräna (damalige Schreibweise: Threna) mit dem nunmehrigen Amt Altenburg kurzzeitig zum albertinischen Kurfürstentum Sachsen. Durch den Naumburger Vertrag 1554 wurde das Amt Altenburg und seine zugehörigen Orte wieder ernestinisch.
In der Folgezeit gehörte Thräna mit dem Amt Altenburg zu folgenden Ernestinischen Herzogtümern: Herzogtum Sachsen (1554 bis 1572), Herzogtum Sachsen-Weimar (1572 bis 1603), Herzogtum Sachsen-Altenburg (1603 bis 1672), Herzogtum Sachsen-Gotha-Altenburg (1672 bis 1826). Bei der Neuordnung der ernestinischen Herzogtümer im Jahr 1826 kam Thräna wiederum zum Herzogtum Sachsen-Altenburg. Nach der Verwaltungsreform im Herzogtum gehörte Thräna juristisch zum Amtsgericht Altenburg und bezüglich der Verwaltung zum Ostkreis (bis 1900) bzw. zum Landratsamt Altenburg (ab 1900). Thräna gehörte ab 1918 zum Freistaat Sachsen-Altenburg, der 1920 im Land Thüringen aufging.
Bei der zweiten Kreisreform in der DDR wurden 1952 die bestehenden Länder aufgelöst und die Landkreise neu zugeschnitten. Somit kam der Landkreis Altenburg an den Bezirk Leipzig. Thräna wurde durch die Reform von diesem getrennt und dem Kreis Borna zugeteilt, wodurch seine historische Verbindung zum Altenburger Land und zu Thüringen endete. Kirchlich blieb Thräna jedoch mit der Evangelisch-Lutherischen Kirche in Thüringen verbunden. Der Ort war seit jeher nach Treben eingepfarrt. Heute gehört Thräna zum Evangelisch-Lutherischen Kirchspiel Altenburg-Rasephas – Altenburg-Zschernitzsch – Treben der Evangelischen Kirche in Mitteldeutschland.
Seit dem Ende des 19. Jahrhunderts ist die Region um Thräna ein Zentrum des Braunkohlebergbaus, obwohl der Ort selbst landwirtschaftlich geprägt blieb. Zunächst entstand die Grube „Kraft I“ in der Nähe. Zwischen 1909 und 1948 waren nördlich von Regis-Breitingen mehrere Tagebaue aktiv. Der Tagebau Borna-West devastierte zwischen 1952 und 1957 den nördlich gelegenen Nachbarort Blumroda, dessen Fläche mit den wenigen bestehenden Häusern im Jahr 1960 nach Thräna eingemeindet wurde. Zwischen 1955 und 1977 war im Westen der Tagebau Haselbach in Betrieb. Die im Ort befindliche Brikettfabrik wurde u. a. mit Kohle aus dem Tagebau Bockwitz (1982–1992) beliefert.
Mit der Wende 1989 wurden die Freistaaten Sachsen und Thüringen wieder gegründet. Während das Altenburger Land seitdem wieder zu Thüringen gehört, blieb Thräna aufgrund der Zugehörigkeit zum Kreis Borna bei Sachsen. In dieser Zeit gründete der Ort eine Verwaltungsgemeinschaft mit Regis-Breitingen, dennoch wurde der Ort gegen den Willen der Bevölkerung zum 1. Juli 1997 nach Wyhratal eingemeindet, mit dessen Eingemeindung nach Borna zum 1. Januar 2004 der Ort Thräna ein Ortsteil der Bornaer Ortschaft Wyhratal wurde. Dadurch grenzt das Stadtgebiet von Borna nun an Thüringen.

## Industrie
In der Nähe der wüsten Mark Trojan entstand nach 1990 an der B 93 der „Gewerbepark Blumroda“, der nach dem in den 1950er Jahren devastierten Ort benannt ist.

## Denkmäler
- Gut Raubold – ehemaliger Gasthof
- Gedenkstein für die ehemalige Ortslage Blumroda am Speicherbecken Borna (Adria)
- Gedenkstein an die Opfer des 1. Weltkrieges aus Thräna

## Verkehr
Thräna wird im Westen von der Bundesstraße 93 tangiert, die im Ortsgebiet die Grenze nach Thüringen passiert.